# Anthracoceros
Genre
Le genre Anthracoceros comprend 5 espèces de Calaos d'Asie du Sud-Est, oiseaux de la famille des Bucerotidae.

## Liste d'espèces
D'après la classification de référence (version 5.1, 2015) du Congrès ornithologique international (ordre phylogénique) :
- Anthracoceros marchei – Calao de Palawan
- Anthracoceros albirostris – Calao pie
- Anthracoceros coronatus – Calao de Malabar
- Anthracoceros montani – Calao des Sulu
- Anthracoceros malayanus – Calao charbonnier